# نادي أمجاد هوارة
نادي أمجاد هوارة الرياضي هو نادٍ رياضي مغربي من مدينة أولاد تايمة.تاسس سنة 2005 رئيسه حميد البهجة الرئيس السابق لشباب هوارة أفضل لاعبيها عديل موزال، ياسين الفرم، حسن الكوش، الرويس عبد الرحمن، موسى اكريشة، عبد الاله الهنا، سعيد كناك، عبو عبد الصادق، عبد العاطي اسميرة، سعيد شاكر.

## الطاقم
- المدرب:مصطفى الكومري.
- مدرب الحراس: بوهو.
- الملعب:الحسن الثاني ب أولاد تايمة.
- الجماهير:

نجد التراس الفرسان الصغار.